# جبل سنجار

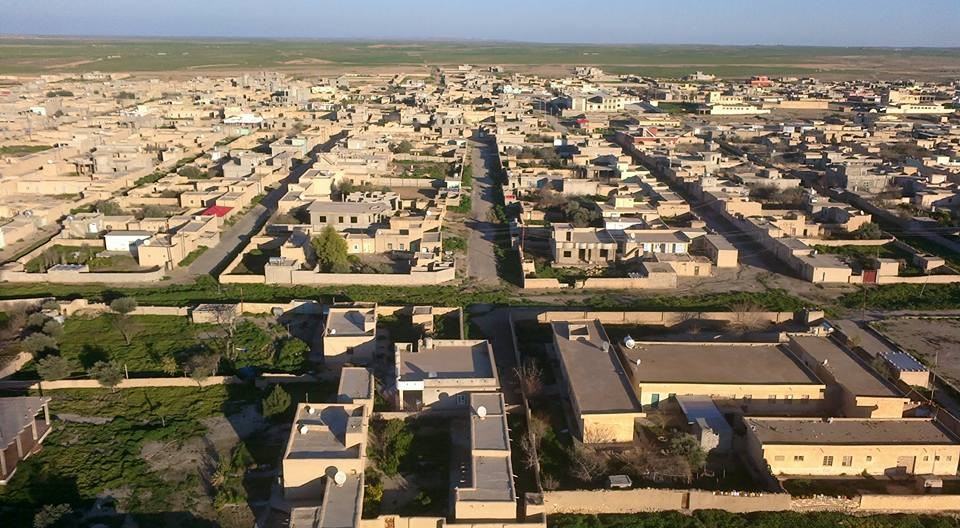
مجمع كوهبل السكني (الأندلس سابقا) شمال جبل سنجار في محافظة نينوى العراقية

جبل سنجار هو جبل في شمال جمهورية العراق على الحدود السورية العراقية بين محافظة نينوى ومحافظة الحسكة، وتقع قربه مدينة سنجار ويبلغ ارتفاع قمته حوالي 1400 متر.
معظم سكان المنطقة من أتباع الديانة الإيزيدية، بينما يدين بعض أهل هذه المنطقة بدين الإسلام. معظم السكان من الكرد مع وجود أقلية عربية كبيرة. تتناثر في الجبل العديد من مواقع العبادة الأثرية التي تعود للإيزيدين.